# Albidella glandulosa
Albidella glandulosa, vrsta močvarne jednosupnice iz porodice žabočunovki. Raširena je od zapadne tropske Afrike do Čada, i od Indijskog potkontinenta do Indokine. Helofit.

## Sinonimi
- Alisma glandulosum Thwaites
- Caldesia oligococca var. echinata Hartog